# Нурбаев, Мамат Нурбаевич
Мамат Нурбаевич Нурбаев (5 января 1911, село Кара-Кочкор, Каракульжинский район, Ошской области, Киргизской ССР — 17 августа 1991, село Мырза-Аки, Узгенский район, Киргизский ССР) — советский государственный и партийный деятель, близкий сподвижник И. Раззакова, Т. Кулатова, К. Дыйканбаева, А. Рысмендеева, М. Салихова, многие годы занимал руководящие посты в советский период Кыргызской Республики.

## Биография

### Деятельность с 1925 года
Нурбаев Мамат Нурбаевич родился 5 января 1911 году в селе Кара-Кочкор, Узгенского (ныне Кара-Кулжинского) района, Ошской области, Киргизской ССР в семье дехканина. В детские годы, оставшись сиротой, испытал множество трудностей и лишений. Мамат Нурбаевич свою трудовую деятельность начал в раннем возрасте в 1925 году. Работал у родственников и односельчан, выполняя различного рода работы. С установлением Советской власти на юге Киргизии в июле 1929 года был избран первым председателем комитета бедноты села Кара-Кочкор, Узгенского района, Киргизской ССР. Вел активную борьбу по ликвидации басмачества, безграмотности населения, коллективизации и индустриализации в регионе. В августе 1931 года избран первым председателем Кара-Кочкорского сельского Совета. В августе 1932 года избран председателем группы бедноты при Узгенском районном исполнительном комитете, Ошской области, Киргизской ССР.

### Служба в рядах Рабоче-Крестьянской Красной Армии
В ноябре 1933 года на основании директива штаба Средне-Азиатского военного округа (САВО) № 21/286/сс был призван на воинскую службу в 53-й кавалерийский Киргизский территориальный полк 21-й горно-кавалерийской Туркестанской дивизии САВО Рабоче-Крестьянской Красной Армии (РККА) с местом дислокации части в столице Киргизии городе Фрунзе (ныне Бишкек) и Чуйской области. С ноября 1934 года по ноябрь 1935 года командир отделения Киргизского кавалерийского полка 8-й кавалерийской дивизии. С ноября 1935 года по декабрь 1937 года хим.инструктор взвода Киргизского кавалерийского полка 8-й кавалерийской дивизии. С декабря 1937 года по июнь 1938 года помощник командира взвода Киргизского кавалерийского полка 21-й кавалерийской дивизии. В период прохождения воинской службы в войсковой части № 6594, благодаря личным, политическим, деловым и другим качествам был выдвинут в 1937 году кандидатом в депутаты Верховного Совета СССР от числа красноармейцев республики.

### Верховный Совет СССР, Наркомат Киргизской ССР, Постоянный представитель Правительства Киргизской ССР при Правительстве СССР в предвоенные и военные годы
12 декабря 1937 года путем всенародного голосования Мамат Нурбаев был избран депутатом в Совет Национальности Верховного Совета СССР первого созыва. 21 июня 1938 года распоряжением СНК Киргизской ССР назначен Народным Комиссаром Социального обеспечения Киргизской ССР. Являясь депутатом Верховного Совета СССР, принимал активное участие в решении народно-хозяйственных задач и укрепления обороноспособности СССР совместно с видными военными начальниками Советского государства как К. Е. Ворошилов, С. М. Буденный, Б. М. Шапошников, Е. А. Щаденко, Л. З. Мехлис, А. И. Егоров и другими военными и государственными деятелями Союза ССР. Нурбаев Мамат как депутат Верховного Совета СССР и Постоянный представитель Правительства Киргизской ССР при Правительстве СССР (1940—1945 гг.) встречался с видными государственными деятелями СССР М. И. Калининым, А. И. Микояном, Л. М. Кагановичем, Н. С. Хрушевым, Л. З. Мехлисом и принимал участие в решении актуальных вопросов социально-экономического развития СССР. В предвоенные и военные годы дважды выступал на сессии Верховного Совета СССР при участии главы Советского государства И. В. Сталина с предложениями и критикой по принятию бюджета Союза ССР и Киргизской ССР, на что Нарком финансов СССР А. Г. Зверев дал положительную оценку. По приглашению Правительства СССР 24 мая 1945 года принял участие в «Банкете Победы» в Кремле в честь Победы над фашистской Германией в Великой Отечественной войне организованный Верховным Главнокомандующим СССР И. В. Сталиным для высшего состава генералитета Красной Армии. По заданию большевистской партии с 1942 года по 1943 год был направлен на работу вторым секретарём Пржевальского (ныне Кара-Колский район, Иссык-Кульская область) райкома партии и внёс существенный вклад в организации обеспечения фронта хлебопродуктами. За что только по данным Наркомата статистики СССР по итогам 1943 года без представления руководства республики был награждён орденом Отечественной войны 2-й степени. С 1943 года по 1944 год председатель Мирза-Акинского райисполкома Совета народных депутатов, Ошской области. По особо важному заданию Москвы с 1944 года по 1946 год работал первым секретарём Молотовского (ныне Кадамжайского) райкома партии, Ошской области, Киргизской ССР.

### Деятельность в послевоенные годы
С 1946 года по 1948 год слушатель республиканской партийной школы при ЦК КП Киргизской ССР (город Фрунзе). С 1948 года по 1953 год председатель Узгенского райисполкома, Ошской области. С 1953 года по 1957 год первый секретарь Кара-Сууйского райкома партии, Ошской области. С 1957 года по 1958 год первый секретарь Мирза-Акинского райкома партии, Ошской области. С 1958 года по 1959 год инструктор Ошского обкома партии Киргизии. С 1959 года по 1963 год заместитель председателя Узгенского райисполкома Совета народных депутатов Киргизской ССР. С 1963 года на партийно-советской работе в Узгенском районе, Ошской области. С 1967 года персональный пенсионер республиканского, позже союзного значения. Мамат Нурбаев скончался 17 августа в 1991 году, похоронен в селе Мирза-Аки, Узгенского района, Ошской области, Киргизской ССР.
Мамат Нурбаевич все свои силы, жизненный опыт и организаторский талант направлял на развитие социально-экономического положения Кыргызской Республики. Некоторые моменты, где М. Нурбаев выступал инициатором и исполнителем:
Строительство большого Чуйского канала (БЧК), организации первой декады Кыргызской культуры в городе Москва. Практическое содействие Военному комиссариату республики в организации и комплектации 316-й стрелковой дивизии вначале Великой Отечественной войной и ее отправки на фронт. Строительство Отуз-Адырского канала в Карасууйском районе, запуске Карасууйского маслоэктрационного завода, строительство Карасууйского мелкомбината, в увеличении продукции хлопка-сырца и бахчевых культур, подготовке партийных и советских кадров. Строительство двух мини-ГЭС в городе Узген и Узгенском районе, электрификации и телефонизации Узгенского и Кара-Кулжинского районов, строительство водного канала от села Кара-Кулжа до города Узген, строительство автомобильной дороги Мырза-Аке — Кара-Кулжа, Мырза-Аке — Кара-Шоро, открытии минерального источника «Кара-Шоро», строительстве десятков средних школ в Узгенском, Кара-Кулжинском, Кара-Сууйском, Кадамжайском и других районах. Строительство Узгенского хлебопекарного завода, пивоваренного завода, инкубаторной станции, микрорайона «Черемушки», организации Узгенского рыбного и лесного хозяйства, сети городского водоснабжения, и обеспечения чистой питьевой водой жителей города Узген, организации яблоневого сада в селе «Адыр», открытии угольного бассейна «Туюк».
Мамат Нурбаевич в своё время был очень требовательным, принципиальным, честным, простым человеком, непримиримым к недостаткам, с железной дисциплиной, руководителем-интернационалистом. Подготовил многих кадров, некоторые впоследствии стали Героями Социалистического Труда СССР (Х.Таширов, Ш.Санжаров и другие).
Член ЦК КП Киргизской ССР (1940—1957 г.г.), член пленума Ошского обкома партии (1944—1952 г.г.), член пленума Узгенского РК КП Киргизской ССР (1959—1980 г.г.). Депутат Верховного Совета Киргизской ССР 3-го и 4-го созывов. Неоднократно избирался депутатом ряда областного и районного Совета народных депутатов Киргизской ССР. Делегат 3, 4, 7, 8 съезда компартии Киргизии. Кандидат в члены ВКП(б) с 1931 года, в связи с началом партийной чистки в этот период был приостановлен прием в ряды членов ВКП(б) и был принят в члены коммунистической партии Советского Союза в 1937 году.

### Награды и Почётные грамоты
Орден «Октябрьской Революции» (1971 г.)
Орден «Отечественной Войны» второй степени (1944 г.)
Орден «Трудового Красного Знамени» (1951 г.)
Ордена «Знак Почета» (1946 г., 1956 г., 1966 г.)
Медаль «За Трудовую доблесть» (1941 г.)
Медаль «За доблестный труд в Великой Отечественной войне 1941—1945 г.г.» (1945 г.)
Юбилейная медаль «За доблестный труд. В ознаменование 100-летия со дня рождения Владимира Ильича Ленина» (1970 г.)
Медаль «Ветеран труда» (1974 г.)
Медаль «30-летие Победы в Великой Отечественной войне» (1975 г.)
Медаль «40-летия Победы в Великой Отечественной войне» (1985 г.)
Знак «50 лет пребывания в КПСС» (1987 г.)
Знак «Победитель социалистического соревнования 1973 г.» (1974 г.)
Знак «Отличник гражданской обороны СССР» (1971 г.)
Почётная Грамота Верховного Совета Киргизской ССР (1938 г.)
Почётная Грамота Верховного Совета Киргизской ССР (1961 г.)
Грамота Верховного Совета Киргизской ССР (1965 г.)
Грамота Верховного Совета Киргизской ССР (1985 г.)
Грамота Центрального Совета Киргизского Осоавиахима (1932 г.)
Почётная Грамота ЦК ВЛКСМ (1978 г.)
Почётная грамота ЦК ЛКСМ Киргизии (1975 г.)

## Семейные узы
Был женат на Алманбетовой Кайрыгуль (1912—1953 г.г.), от этого брака: сын — Амангельди (1941—1968 г.г.) и дочь — Тынымкан (1945 г.) От второго брака Алмуратовой Бурулбуу (1936—2001 г.г.) сын — Табылды (1958 г.)

## Память
После выхода на пенсию Мамат Нурбаев продолжал работать в селе Мирза-Аки, Узгенского района, Ошской области, Киргизской ССР и жил в своем доме по улице Кирова 10.
Его именем названа улица в селе Мирза-Аки, Узгенского района, Ошской области, Киргизской ССР, где он прожил свои последние годы и средняя общеобразовательная русскоязычная школа в этом же селе построенная по его инициативе.